# Калды
Калды́ — озеро, расположенное в Кунашакском и Сосновском районах Челябинской области. Вода солоноватая. Площадь поверхности — 17,9 км². Наибольшая глубина — 7 м. Прозрачность — 3 м. Вдоль берегов местами произрастает тростник.
Озеро Калды промысловое. Диаметр водоёма около 4,5 километра. Вода пресная и очень прозрачная. Дно, как и берег, песчаное, и только местами встречается рогоз и ил. Юго-западный берег порос лесом, здесь находятся базы отдыха. На южной стороне озера расположена деревня Большое Таскино, на северо-западной — Сулейманово, на северо-восточной — Сары.

## Фауна
В озере водятся карась, окунь, чебак и лещ. В 2007 году выпущено Калды зарыблялось, в водоём выпустили: годовик карпа — 100 000, сиго-рипуса — 13 миллионов мальков, щуки — 200 000 мальков, налима — 2 миллиона мальков. В озере водятся раки. Летом 2008 года озеро зарыблено форелью.